# Erupção do Vesúvio em 79
Das muitas erupções do Monte Vesúvio, um grande estratovulcão no sul da Itália, a mais conhecida é a erupção de 79 d.C., que foi uma das mais mortais da história.
O Monte Vesúvio expeliu violentamente uma nuvem de piroclasto e gases superaquecidos a uma altura de 33 quilômetros, ejetando rocha derretida, pedra-pomes pulverizada e cinzas quentes a 1,5 milhão de toneladas por segundo, libertando finalmente 100 mil vezes a energia térmica dos bombardeamentos atómicos de Hiroshima e Nagasaki. O evento dá nome ao tipo de erupção vulcânica vesuviana, caracterizada por colunas de gases quentes e cinzas atingindo a estratosfera, embora também tenha incluído fluxos piroclásticos associados às erupções peleanas.
A erupção destruiu várias cidades e assentamentos romanos na área. Pompeia e Herculano, obliteradas e enterradas sob enormes ondas piroclásticas e depósitos de cinzas, são os exemplos mais famosos. Escavações arqueológicas revelaram grande parte das cidades e da vida dos habitantes, fazendo com que a área se tornasse o Parque Nacional do Vesúvio e um Patrimônio Mundial da UNESCO.
A população total de ambas as cidades era de mais de 20 mil pessoas. Os restos mortais de mais de 1,5 mil pessoas foram encontrados em Pompeia e Herculano. O número total de mortos pela erupção permanece desconhecido.

## Terremotos precursores

O Último Dia de Pompéia. Pintura de Karl Brullov, 1830–1833

Um grande terremoto causou destruição generalizada ao redor da Baía de Nápoles, particularmente em Pompeia, em 5 de fevereiro do ano 62. Alguns dos danos ainda não tinham sido reparados quando o vulcão entrou em erupção  no ano 79.
Outro terremoto menor ocorreu em 64; foi registrado por Suetônio em sua biografia sobre Nero e por Tácito em sua obra Annales porque ocorreu enquanto Nero estava em Nápoles se apresentando pela primeira vez em um teatro público.
Pequenos terremotos foram relatados nos quatro dias anteriores à erupção de 79, mas os avisos não foram reconhecidos. Os habitantes da área em torno do Monte Vesúvio estavam acostumados a pequenos tremores na região; Plínio, o Jovem, escreveu que eles "não eram particularmente alarmantes porque são frequentes na Campânia".

## Natureza da erupção
As reconstruções da erupção e seus efeitos variam consideravelmente nos detalhes, mas têm as mesmas características gerais. A erupção durou dois dias. Plínio, o Jovem, autor do único testemunho escrito sobrevivente, descreveu a manhã anterior à erupção como normal; no entanto, ele estava hospedado em Miseno, a 29 quilômetros do vulcão e do outro lado da Baía de Nápoles. O primeiro dia da erupção teve pouco efeito sobre Miseno. Pompeia nunca é mencionada na carta de Plínio, o Jovem.
Por volta das 13h, o Monte Vesúvio entrou em erupção violentamente, expelindo uma coluna de alta altitude da qual cinzas e pedra-pomes começaram a cair, cobrindo a área. Resgates e fugas dos habitantes da região ocorreram nas horas seguintes. Em algum momento da noite ou no início do dia seguinte, fluxos piroclásticos começaram nas proximidades do vulcão; luzes vistas na montanha foram interpretadas como incêndios e pessoas em lugares tão distantes quanto Miseno fugiram para salvar suas vidas. Os fluxos eram rápidos, densos e muito quentes, derrubando total ou parcialmente todas as estruturas em seu caminho, incinerando ou sufocando a população restante. Estes foram acompanhados por tremores adicionais e um rápido tsunami na Baía de Nápoles. Um ou mais terremotos nessa época foram fortes o suficiente para causar o colapso de edifícios, pelo menos em Pompeia, matando os ocupantes. Na noite do segundo dia, a erupção parou de afetar Miseno, restando apenas neblina na atmosfera, protegendo a luz do sol. Plínio, o Jovem, escreveu:
grandes chamas brilhavam em vários lugares do Monte Vesúvio, as quais a escuridão da noite contribuía para tornar ainda mais brilhantes e claras... Já era dia em todos os outros lugares, mas ali prevalecia uma escuridão mais profunda do que na noite mais espessa.

### Estudos estratigráficos

Pompeia e Herculano, além de outras cidades afetadas pela erupção do Monte Vesúvio. A nuvem negra representa a distribuição geral de cinzas, pedra-pomes e escórias. Linhas costeiras modernas são mostradas; Plínio, o Jovem, estava em Miseno.

Sigurðsson, Cashdollar e Sparks realizaram um estudo estratigráfico detalhado das camadas de cinzas com base em escavações e pesquisas, publicado em 1982. Eles concluíram que a erupção se desenrolou em duas fases, vesuviana e peleana, que se alternaram seis vezes.
Uma primeira fase pliniana projetou uma coluna de detritos vulcânicos e gases quentes entre 15 e 30 quilômetros para a estratosfera. Esta fase durou de 18 a 20 horas e espalhou pedra-pomes e cinzas, formando uma camada de 2,8 metros de espessura ao sul, em direção a Pompeia. Um terremoto causou o colapso de edifícios em Pompéia nessa época.
A fase peleana seguinte produziu ondas piroclásticas de rocha derretida e gases quentes que chegaram até Miseno, a oeste. Concentradas ao sul e sudeste, duas ondas piroclásticas engolfaram Pompéia com uma 1,8 metro, queimando e asfixiando todos os seres vivos no caminho. Herculano, Pompeia e Oplontis receberam o impacto das ondas e foram enterradas em depósitos piroclásticos finos, pedra-pomes pulverizadas e fragmentos de lava de até 20 metros de profundidade. Acredita-se que a quarta e a quinta ondas piroclásticas destruíram e enterraram Pompeia por completo.

#### Cronometragem das explosões
Num artigo publicado em 2002, Sigurðsson e Casey concluíram que uma explosão precoce produziu uma coluna de cinzas e pedra-pomes que choveu sobre Pompeia, a sudeste, mas não sobre Herculano, que estava a favor do vento.

### Estudos magnéticos

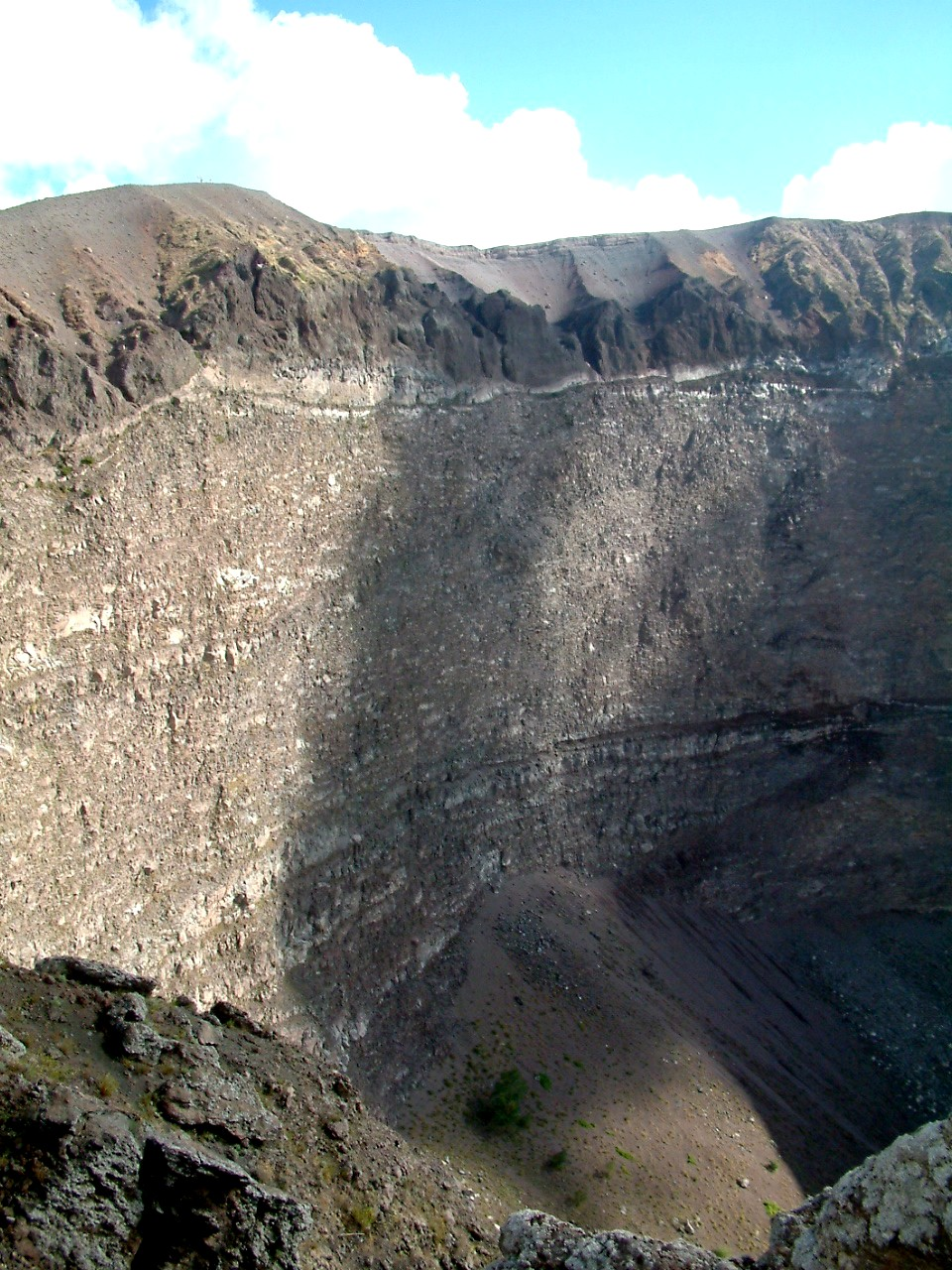
Cavidade da cratera do Vesúvio

Um estudo de 2006 realizado por Zanella, Gurioli, Pareschi e Lanza utilizou as características magnéticas de mais de 200 amostras de fragmentos líticos, de telhas e de gesso coletados de depósitos piroclásticos em Pompeia e arredores para estimar as temperaturas de equilíbrio dos depósitos feitos pelos fluxos piroclásticos resultantes dos colapsos da coluna pliniana. Os autores argumentam que fragmentos com mais de 2 a 5 centímetros não ficaram na corrente por tempo suficiente para adquirir sua temperatura, que teria sido muito mais alta. Portanto, eles distinguem entre as temperaturas deposicionais, que eles estimaram, e as temperaturas de emplacamento, que em alguns casos, com base nas características de resfriamento de alguns tipos e tamanhos de fragmentos de rochas, eles acreditavam que também poderiam estimar. Os valores finais são considerados os das rochas na corrente imediatamente antes da deposição.
Todas as rochas cristalinas contêm algum ferro ou compostos de ferro, o que as torna ferromagnéticas, assim como as telhas e o gesso romanos. Esses materiais podem adquirir um campo residual de diversas fontes. Quando moléculas individuais, que são dipolos magnéticos, são mantidas alinhadas por estarem ligadas em uma estrutura cristalina, os pequenos campos reforçam-se mutuamente para formar o campo residual da rocha.
Este tipo de amostra permitiu estimar a baixa temperatura de desobstrução. Usando equipamento especial que media a direção e a intensidade do campo em várias temperaturas, os experimentadores aumentaram a temperatura da amostra em incrementos de 40 ºC a 100 ºC até atingir a baixa temperatura de desobstrução. Privado de um de seus componentes, o campo geral mudou de direção. Um gráfico de direção em cada incremento identificou o incremento no qual o magnetismo resultante da amostra se formou. Essa foi considerada a temperatura de equilíbrio do depósito. Considerando os dados de todos os depósitos de surto, chegou-se a uma estimativa de depósito da onda piroclástica. Os autores descobriram que a cidade de Pompeia era um local relativamente frio dentro de um campo muito mais quente, o que eles atribuíram à interação da onda com o "tecido" da cidade.
Os investigadores reconstroem a sequência de eventos vulcânicos da seguinte forma:
- No primeiro dia da erupção, foi observada uma queda de pedra-pomes branca contendo fragmentos clásticos de até 3 centímetros caiu por várias horas[27] e aqueceu as telhas das casas a 120-140 ºC.[28]
- No início da segunda manhã, a nuvem cinzenta começou a se dissipar em maior grau. Duas grandes ondas piroclásticas atingiram e destruíram Pompeia. Herculano e toda a sua população não existiam mais. A faixa de temperatura de colocação da primeira onda foi 180-220 ºC, temperaturas mínimas; do segundo, 220-260 ºC. A temperatura de deposição do primeiro foi 140-300 ºC. A montante e a jusante do fluxo, era de 300-360 ºC.[29]

A temperatura variável da primeira onda foi devido à interação com os edifícios. Qualquer população que permanecesse em refúgios estruturais não poderia ter escapado, pois gases de temperaturas incineradoras cercavam a cidade. As temperaturas mais baixas foram registradas em cômodos com telhados desabados. Esses eram tão baixos quanto 100 ºC, o ponto de ebulição da água.
Durante a última onda, que foi muito diluída, foi adicionado 1 metro de depósitos caíram sobre a região.

## Relatos históricos

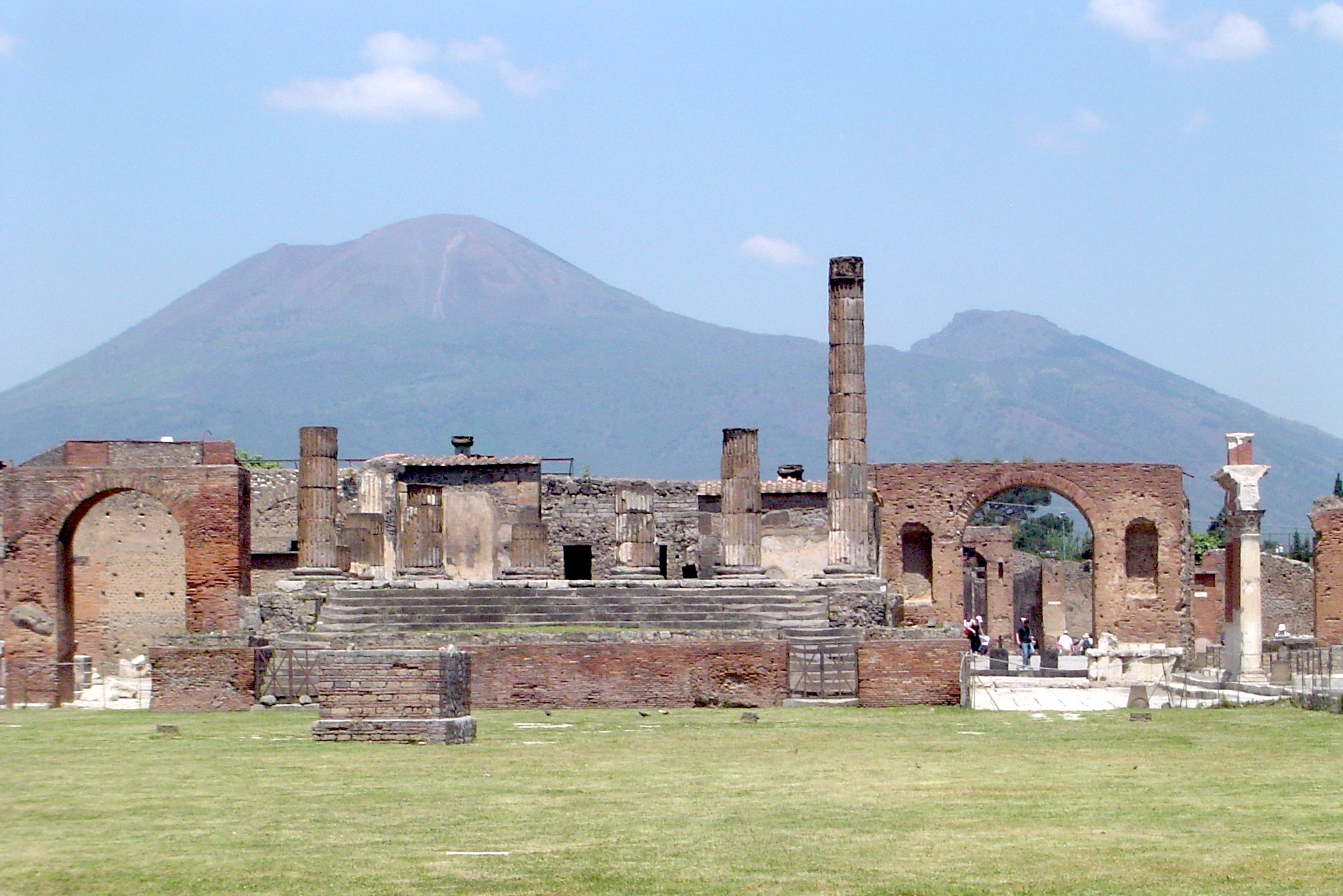
Pompéia, com o Vesúvio imponente ao fundo

O único relato sobrevivente de testemunhas oculares do evento consiste em duas cartas de Plínio, o Jovem, que tinha 17 anos de idade na época da erupção, escritas ao historiador Tácito cerca de 25 anos após o evento. Observando a primeira atividade vulcânica de Miseno, do outro lado da Baía de Nápoles, a partir do vulcão, aproximadamente 29 quilômetros de distância, Plínio, o Velho (tio de Plínio, o Jovem) lançou uma frota de resgate e foi ele mesmo resgatar um amigo pessoal. Seu sobrinho se recusou a participar. Uma das cartas do sobrinho relata o que ele pôde descobrir por meio de testemunhas das experiências do tio. Numa segunda carta, o jovem Plínio detalha as suas próprias observações após a partida do seu tio.

### Plínio, o Jovem
Plínio, o Jovem, viu uma nuvem extraordinariamente densa subindo rapidamente acima da montanha:

a aparência não posso descrever com mais exatidão senão comparando-o ao de um pinheiro, porque se elevava a uma grande altura sob a forma de um tronco muito alto, que se estendia no topo numa espécie de ramos. [...] ora parecia claro, ora escuro e manchado, conforme estava mais ou menos impregnado de terra e cinzas.— Plínio, o Jovem

### Plínio, o Velho
O tio de Plínio, Plínio, o Velho, estava no comando da frota romana em Miseno e, enquanto isso, decidiu investigar o fenômeno de perto em um navio. Enquanto o navio se preparava para deixar a área, um mensageiro veio de sua amiga Rectina (esposa de Bassus) que vivia na costa perto do sopé do vulcão, explicando que seu grupo só poderia escapar pelo mar e pedindo resgate. Plínio ordenou o lançamento imediato das galeras da frota para a evacuação da costa. Ele continuou em seu navio leve para resgatar o grupo de Rectina.
Ele partiu para o outro lado da baía, mas deparou-se com grossas chuvas de cinzas quentes, pedaços de pedra-pomes e rochas nos baixios do outro lado. Aconselhado pelo timoneiro a voltar para trás, afirmou que “a sorte favorece os corajosos” e ordenou-lhe que continuasse até Estábia (a cerca de 4,5 quilômetros de Pompeia), onde Pomponianus se encontrava. Pomponianus já tinha carregado um navio com bens e preparava-se para partir, mas o mesmo vento de terra que levou o navio de Plínio até ao local impediu qualquer pessoa de sair de lá.
Plínio e seu grupo viram chamas vindo de várias partes da montanha, que eles atribuíram a aldeias em chamas. Depois de passar a noite, o grupo foi expulso do prédio devido a um tremor violento. Eles acordaram Plínio, que estava dormindo e roncando alto. Eles escolheram ir para os campos com travesseiros amarrados na cabeça para se protegerem de quedas de pedras. Eles se aproximaram da praia novamente, mas o vento não havia mudado. Plínio tentou estender uma vela náutica para ele, mas não conseguiu levantá-la, mesmo com ajuda. Os seus amigos partiram então, escapando por terra.
Na primeira carta a Tácito, seu sobrinho sugeriu que sua morte foi devido à reação de seus pulmões fracos a uma nuvem de gás venenoso e sulfuroso que pairava sobre o grupo. No entanto, Estábia estava a 16 quilômetros da cratera (aproximadamente onde a moderna cidade de Castellammare di Stabia está situada) e seus companheiros aparentemente não foram afetados pelos vapores e por isso é mais provável que o corpulento Plínio tenha morrido de alguma outra causa, como um derrame ou ataque cardíaco. Um ataque de asma também não está fora de questão. Seu corpo foi encontrado sem ferimentos aparentes no dia seguinte, depois que a nuvem se dispersou.

## Vítimas

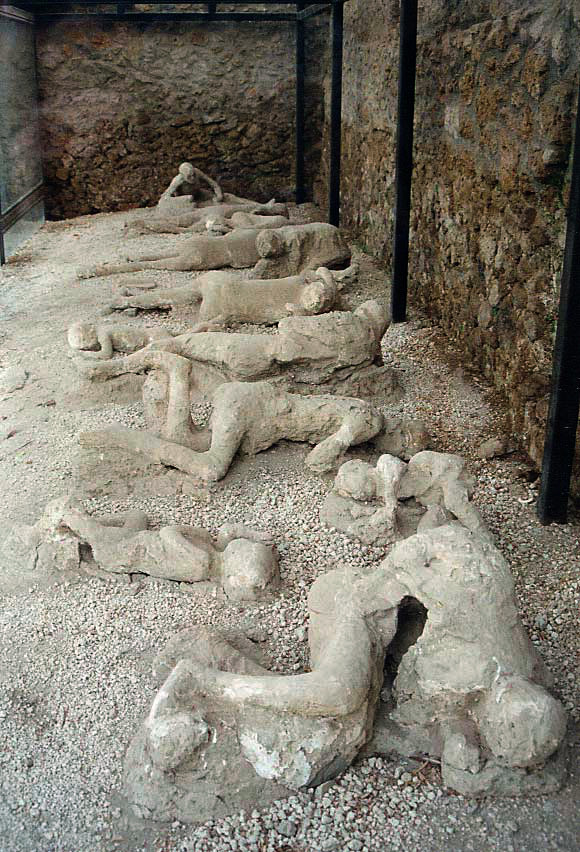
Os moldes de algumas vítimas no chamado "Jardim dos Fugitivos", em Pompéia

Além de Plínio, o Velho, as únicas vítimas da erupção conhecidas pelo nome foram a princesa herodiana Drusila e seu filho Agripa, que nasceu de seu casamento com o procurador Antônio Félix. Diz-se também que o poeta Caesius Bassus morreu na erupção.
Em 2003, aproximadamente 1.044 moldes feitos a partir de impressões de corpos em depósitos de cinzas foram recuperados em Pompeia e arredores, junto com os ossos espalhados de outras 100 pessoas. Os restos mortais de cerca de 332 corpos foram encontrados em Herculano (300 em abóbadas arqueadas descobertas em 1980).
Trinta e oito por cento dos 1.044 foram encontrados em depósitos de cinzas, a maioria dentro de edifícios. Isso difere da experiência moderna dos últimos 400 anos, quando quedas de cinzas mataram apenas cerca de 4% das vítimas durante erupções explosivas. Essa coorte possivelmente estava abrigada em prédios quando foi dominada. Os 62% restantes dos corpos encontrados em Pompeia estavam nos depósitos de surtos piroclásticos que provavelmente os mataram. Inicialmente, acreditava-se que, devido ao estado dos corpos encontrados em Pompeia e ao contorno das roupas nos corpos, era improvável que as altas temperaturas fossem uma causa significativa. Estudos posteriores indicaram que durante a quarta onda piroclástica (a primeira onda a atingir Pompéia), a temperatura atingiu 300 ºC, o que era suficiente para matar pessoas em uma fração de segundo. As posturas contorcidas dos corpos, como se estivessem congelados em ação suspensa, não eram efeitos de longa agonia, mas do espasmo cadavérico, consequência do choque térmico nos cadáveres. O calor era tão intenso que órgãos e sangue foram vaporizados, e foi sugerido que pelo menos o cérebro de uma vítima foi vitrificado pela temperatura, embora isso tenha sido contestado.

## Data
O Vesúvio e sua erupção destrutiva são mencionados em fontes romanas do primeiro século, mas não o dia da erupção. Por exemplo, Josefo, em sua obra Antiguidades dos Judeus, menciona que a erupção ocorreu "nos dias de Tito César". Suetônio, um historiador do século II, em sua obra Vida de Tito simplesmente diz que "Houve alguns desastres terríveis durante seu reinado, como a erupção do Monte Vesúvio na Campânia".
Escrevendo bem mais de um século após o evento real, o historiador romano Dião Cássio escreveu que, "Na Campânia, ocorreram acontecimentos notáveis e assustadores; pois um grande incêndio irrompeu repentinamente no final do verão."
Por mais de cinco séculos, até aproximadamente 2018, artigos sobre a erupção do Vesúvio geralmente afirmavam que a erupção começou em 24 de agosto de 79 d.C. Esta data veio de uma cópia impressa de 1508 de uma carta endereçada por Plínio, o Jovem, ao historiador romano Tácito, escrita originalmente cerca de 25 anos após o evento. Plínio foi testemunha da erupção e forneceu o único relato ocular conhecido. Ao longo de quatorze séculos de cópias manuscritas até a impressão de suas cartas em 1508, a data fornecida na carta original de Plínio pode ter sido corrompida. Os especialistas em manuscritos acreditam que a data originalmente dada por Plínio foi 24 de agosto, 30 de outubro, 1º de novembro ou 23 de novembro.
Mais recentemente, em 1990 e 2001, os arqueólogos descobriram mais vestígios de frutas outonais (como a romã), restos mortais de vítimas da erupção com roupas pesadas e grandes recipientes de armazenamento de barro carregados com vinho (na época de seu sepultamento pelo Vesúvio). A descoberta relacionada ao vinho sugere que a erupção pode ter ocorrido após a colheita da uva.
Em 2007, um estudo dos ventos predominantes na Campânia mostrou que o padrão de detritos do sudeste da erupção do primeiro século é bastante consistente com um evento de outono e inconsistente com uma data de agosto. Durante junho, julho e agosto, os ventos predominantes fluem para oeste – um arco entre o sudoeste e o noroeste – praticamente o tempo todo.
À medida que o imperador Tito da dinastia Flaviana (que reinou de 24 de junho de 79 d.C. a 13 de setembro de 81 d.C.) conquistava vitórias no campo de batalha (incluindo a captura do Templo de Jerusalém) e outras honrarias, sua administração emitia moedas enumerando seus crescentes reconhecimentos. Dado o espaço limitado em cada moeda, suas conquistas foram estampadas nas moedas usando uma codificação misteriosa. Duas dessas moedas, do início do reinado de Tito, foram encontradas em um tesouro recuperado na Casa do Bracelete de Ouro, em Pompeia. Embora as datas de cunhagem das moedas sejam um tanto controversas, um especialista em numismática do Museu Britânico, Richard Abdy, concluiu que a última moeda do tesouro foi cunhada em ou após 24 de junho (a primeira data do reinado de Tito) e antes de 1º de setembro de 79 d.C. Abdy afirma que é "notável que ambas as moedas tenham demorado apenas dois meses após a cunhagem para entrar em circulação e chegar a Pompeia antes do desastre".
Em outubro de 2018, arqueólogos italianos descobriram uma inscrição em carvão com os dizeres "16.º dia antes das calendas (primeiro) de novembro" ou 17 de outubro, que foi provavelmente "feita por um trabalhador que estava a reformar uma casa" e que foi posteriormente sugerida como "a data mais provável para a erupção". Embora o "grafite não tenha um ano listado [...] a natureza da escrita sugere que foi feito pouco antes da erupção do Vesúvio. Foi encontrado em uma área de uma casa que estava em processo de reforma, provavelmente pouco antes da erupção do vulcão", enquanto a escrita a carvão em si é "frágil e improvável que tenha sido preservada por anos antes da destruição total de Pompéia". No entanto, "não se sabe se o grafite de 17 de outubro se referia àquele dia, ou a um dia no passado ou no futuro". Um estudo colaborativo em 2022 determinou uma data de 24 a 25 de outubro para a erupção.

## Links externos
- Um Dia em Pompeia (em inglês)